# Badreddine Haddioui
Badreddine Haddioui (ur. 25 grudnia 1988 w Al-Muhammadijji) – marokański bokser startujący w wadze średniej (do 75 kg). Debiutant na Letnich Igrzyskach Olimpijskich 2012 w Londynie, odpadł w pierwszej rundzie po przegranej 11:9 z Abbosem Atoyevem.